# Pasta lunga

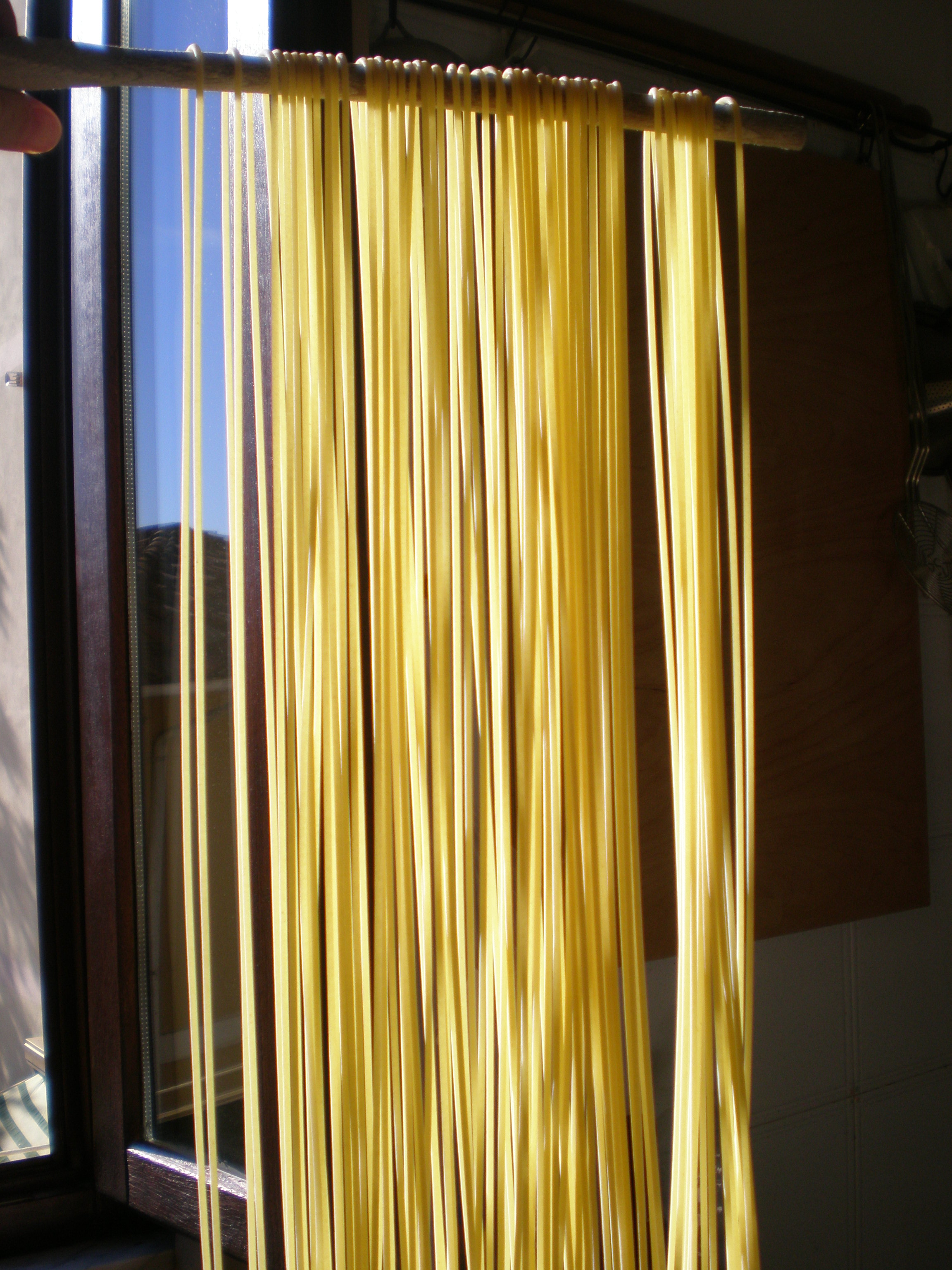
Spaghetti

Con pasta lunga s'intende un tipo di pasta alimentare notevolmente sviluppato in lunghezza e generalmente di modesto sviluppo in larghezza.
Il termine inglese noodle, dal tedesco Nudel, di origine ignota, forse da Knödel (cfr. anche francese nouille e neerlandese noedel, sempre dal tedesco), indica generalmente ogni tipo di pasta lunga secca, ma in Italia si applica ai tipi di pasta orientale.

## Pasta lunga italiana

### Pasta lunga all'uovo
Si tratta di un tipo di pasta all'uovo più diffuso nell'Italia centrosettentrionale e comprende tagliatelle, pappardelle ecc.

### Pasta lunga di semola
La pasta lunga di semola è uno dei tipi di pasta più diffusi dato che comprende spaghetti, linguine o bavette, spaghetti alla chitarra, bucatini, ziti ecc. I pici e i bigoli possono avere l'uovo nell'impasto, però solo facoltativamente (uovo d'anatra nel caso dei bigoli).

## Pasta orientale
La pasta lunga è diffusa anche in Oriente (soprattutto Cina e Giappone), dov'è è conosciuta fin dal 200 a.C. o anche prima: nella provincia cinese del Qinghai sono state rinvenute tracce di pasta lunga fatta con miglio risalente agli inizi del II millennio a.C. Una descrizione compare in un libro che risale alla dinastia Han orientale cinese (25-250), periodo nel quale dei lāmiàn fatti a mano con il miglio o con il grano erano un alimento diffuso. Si tratta del tipo principale di pasta alimentare conosciuto e costituisce una parte essenziale della cucina locale.
Secondo la filosofia cinese ha forma allungata come simbolo di longevità.
I cereali usati sono frumento (tipico della Cina settentrionale), riso (tipico della Cina meridionale), mungo e grano saraceno; la pasta migliore è soffice e non collosa, non umida né friabile; si conserva a lungo in un posto al riparo da luce, calore e umidità.

### Pasta di grano
Quella tipica della Cina è gialla o bianca e fatta con farina di grano, acqua e sale. Per ragioni climatiche, la pasta lunga cinese di grano si trova nella parte settentrionale del Paese, mentre nel sud prevale la pasta di riso. Particolarmente caratteristici sono i lamian, noodle di grano tirati a mano originari della Cina del Nord.
In Giappone si chiama sōmen la pasta di grano tipo vermicellini o capellini, bianchi e consumati freddi con un'apposita salsa; udon se a sezione rotonda (talvolta appiattita) e molto spessa da consumare fritta al salto o in brodo. I ramen sono a sezione rotonda di minore spessore rispetto agli udon e si consumano in brodo, sono fatti con grano fine e sono gialli ma non all'uovo, il colore si deve all'ingrediente detto kansui, che è un'acqua alcalina. I chukamen sono uno speciale tipo di ramen usato per fare la yakisoba, popolarissima pasta fritta al salto. In Giappone furono inoltre inventati i noodle istantanei, ramen precotti e disidratati che si sono diffusi in tutto il mondo.

### Pasta di grano all'uovo
Venduta fresca e secca; se secca è un ingrediente del chǎo miàn: prima viene cotta in acqua bollente e poi fritta; ha di solito la forma a sezione rotonda degli spaghetti, rispetto ai quali sono generalmente meno spessi e più lunghi.

### Soba
Pasta lunga al grano saraceno diffusa in Giappone; di colore giallo-bruno o grigio, è venduta fresca e secca; spesso servita fredda accompagnata da un brodo composto da salsa di soia, dashi, mirin e sake; solitamente fine, si può consumare anche in brodo caldo. La soba avente nell'impasto solo grano saraceno tende a rompersi facilmente, viene quindi spesso aggiunta nell'impasto una percentuale di grano che può arrivare al 60%.

### Pasta di riso
Si tratta di pasta fatta con farina di riso e acqua; spesso fritta nell'olio di arachidi, forma una sorta di nido usato per guarnire molti piatti e si usa anche nelle zuppe. Tra i tipi più noti, i bánh canh e i bánh phở vietnamiti, il pad thai e i khanom chin thailandesi, i lài fěn, i mǐxiàn e gli shāhé fěn cinesi; importanti sono anche i capellini di riso (rice vermicelli in inglese), pasta sottile con molti nomi nei vari paesi asiatici.

### Shirataki
Gli shirataki sono un tipo di pasta a basso contenuto calorico fatta con l'konjac.

### Spaghetti trasparenti
Pasta a sezione rotonda, di spessore variabile e trasparente, viene prodotta con amido che può essere di fagiolo mungo verde, ghianda, igname, patata, patata dolce, cassava, canna o da una miscela di amidi diversi. Si trovano in commercio secchi e vengono reidratati mettendoli a bagno in acqua tiepida o calda; durante la cottura assorbono molto liquido e diventano di consistenza forte. Si cucinano fritti al salto, in brodo, come ripieno per involtini primavera ecc.

### Tasalsan guril
I tasalsan guril sono un tipo di pasta lunga a base di farina di frumento e acqua diffuso in Mongolia. Vengono usati per preparare zuppe e stufati come lo tsuivan e il guriltai shul.